# Sertão de Quixeramobim
Sertão de Quixeramobim is een van de 33 microregio's van de Braziliaanse deelstaat Ceará. Zij ligt in de mesoregio Sertões Cearenses en grenst aan de mesoregio's Jaguaribe in het oosten, Norte Cearense in het noorden en Noroeste Cearense in het noordwesten en de microregio's Sertão de Crateús in het westen en Sertão de Senador Pompeu in het zuiden. De microregio heeft een oppervlakte van ca. 11.940 km². Midden 2004 werd het inwoneraantal geschat op 243.566.
Zeven gemeenten behoren tot deze microregio:
- Banabuiú
- Boa Viagem
- Choró
- Ibaretama
- Madalena
- Quixadá
- Quixeramobim

Mesoregio's: Centro-Sul Cearense · Jaguaribe · Metropolitana de Fortaleza · Noroeste Cearense · Norte Cearense · Sertões Cearenses · Sul Cearense

Microregio's: Baixo Curu · Baixo Jaguaribe · Barro · Baturité · Brejo Santo · Canindé · Cariri · Caririaçu · Cascavel · Chapada do Araripe · Chorozinho · Coreaú · Fortaleza · Ibiapaba · Iguatu · Ipu · Itapipoca · Lavras da Mangabeira · Litoral de Aracati · Litoral de Camocim e Acaraú · Médio Curu · Médio Jaguaribe · Meruoca · Pacajus · Santa Quitéria · Serra do Pereiro · Sertão de Crateús · Sertão de Inhamuns · Sertão de Quixeramobim · Sertão de Senador Pompeu · Sobral · Uruburetama · Várzea Alegre